# Wanfercée-Baulet
Wanfercée-Baulet (wa. Wanfercêye-Bålet) – dzielnica (section) miasta Fleurus w Belgii, w Regionie Walońskim, w prowincji Hainaut, w okręgu Charleroi. 1 stycznia 2020 roku liczyła 7228 mieszkańców. Do 31 grudnia 1976 samodzielna gmina.

## Demografia
Liczba mieszkańców, stan na 1 stycznia:
| Rok                | 1930 | 1947 | 1961 | 2020 |
| ------------------ | ---- | ---- | ---- | ---- |
| Liczba mieszkańców | 6039 | 5811 | 6385 | 7228 |